# Головатий Ферапонт Петрович
Головатий Ферапонт Петрович (нар. 5 червня (24 травня) 1890, Воскресенськ — 25 липня 1951, Степне
) — колгоспник-пасічник, один з ініціаторів збирання коштів на оборону країни в роки німецько-радянської війни. Герой Соціалістичної Праці (1948).

## Життєпис
Народився у Воскресенську (нині Сербинівка на Полтавщині). У грудні 1942 і травні 1944 років зробив внески по 100 тис. крб. для спорудження двох літаків, на яких воював майор Б. Єрьомін. Один з літаків виставлено в Саратовському музеї, другий — у музеї при Об'єднаному КБ О. Яковлєва. Від 1945 року — голова колгоспу «Стахановець» Саратовської області, від 1946 року — депутат ВР СРСР 2—3 скликань. Помер у Степному (нині селище міського типу Саратовської області).